# Escola de dança Clara Leão
A Escola de Dança Clara Leão (EDCL) funciona em Leiria Portugal desde 1987, pelo que realizou uma exposição para festejar os seu 20 anos de actividade entre 12 de Outubro e 8 de Novembro de 2007 na Livraria Arquivo, Leiria  .
Dirigida por Clara Leão, nascida no Porto, a escola de dança apresenta-se num espectáculo anual, em Julho, no Teatro José Lúcio da , onde os seus alunos apresentam coreografias de Dança Clássica e Dança Contemporânea, bem como uma versão de um bailado de reportório ou uma adaptação de um conto infantil.
A escola tem parcerias com outras instituições, em projectos comunitários voltados para a integração de diferentes e diversificadas populações.